# مهندس النظام البيئي

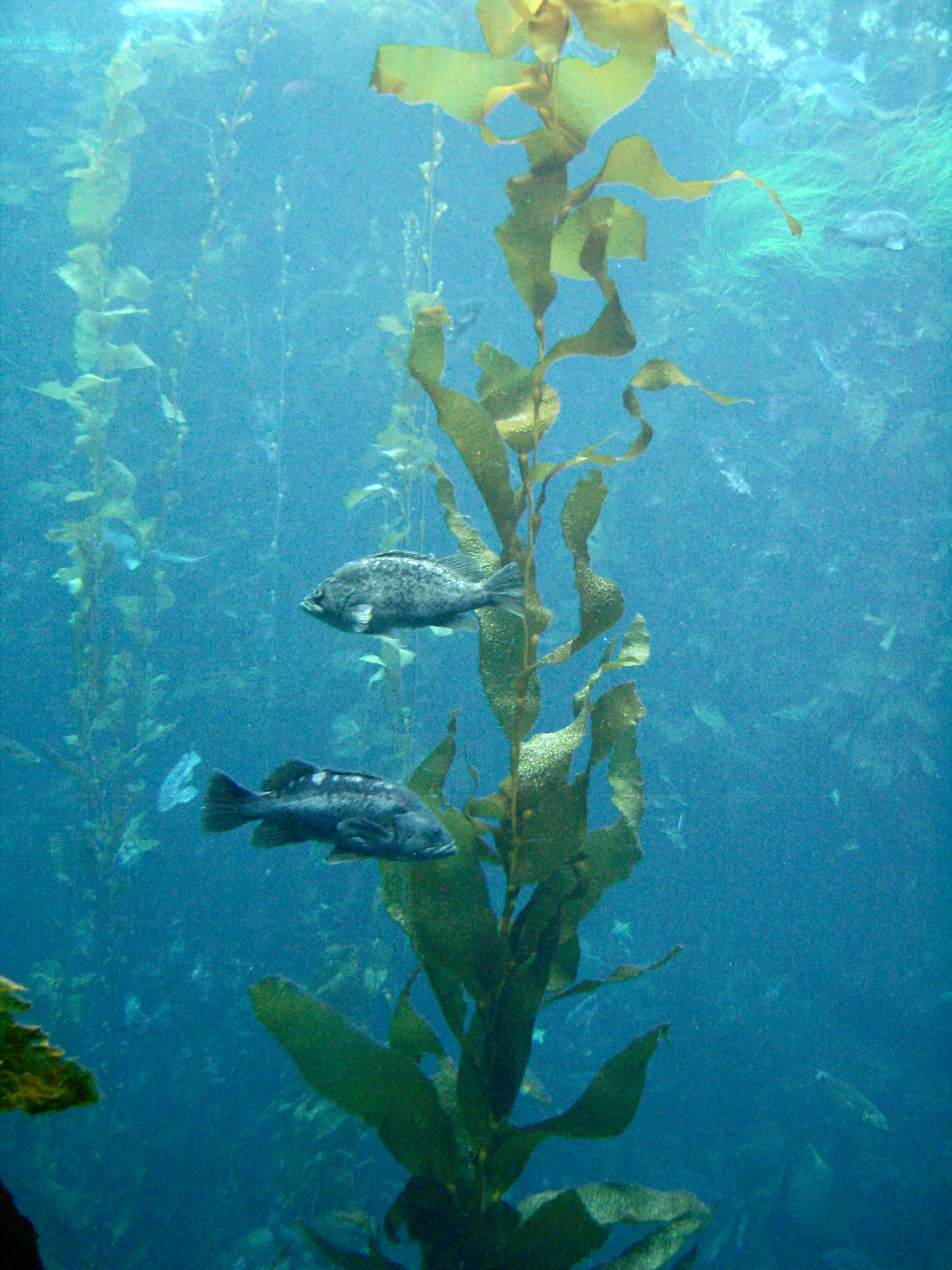

مهندس النظام البيئي هو أي كائن حي يُنشئ موطنًا طبيعيًا أو يعدله بشكل كبير أو يحافظ عليه أو يدمره. تملك هذه الكائنات تأثيرًا كبيرًا على ثراء الأنواع ومستوى التنوع الحيوي في مساحة ما. نتيجة لذلك، يُعتبر مهندسو النظام البيئي مهمين للحفاظ على صحة واستقرار البيئة التي يعيشون ضمنها. بما أن جميع الكائنات الحية تتفاعل مع البيئة التي تحيط بها وتؤثر في هذه البيئة بشكل أو بآخر، اقتُرح أن يُستخدم مصطلح «مهندس النظام البيئي» للأنواع الرئيسية التي يؤثر سلوكها بشكل شديد الأهمية على باقي الكائنات الحية.

## الأنواع
ميّز كلايف ج. جونز وزملاؤه نوعين مختلفين من مهندسي النظام البيئي:

### المهندس الخَيْفي
يعدل المهندسون الخيفيون البيئة الفيزيائية الحيوية من خلال التأثير بشكل ميكانيكي على المواد الحية أو غير الحية وتغييرها من شكل إلى آخر. تُعتبر القنادس مثالًا نموذجيًا لمهندس النظام البيئي؛ إذ يبدل القنادس من طبيعة النظام البيئي بشكل كبير في عملية القطع وإنشاء السدود. تؤدي إضافة سد إلى تغيير كل من توزع الكائنات الحية وتعدادها في المنطقة.
يعتبر اليسروع مثالًا آخر على ذلك من خلال إنشاء ملاجئ باستخدام أوراق الأشجار، فهو يشكل في الوقت ذاته مآوي لكائنات حية أخرى قد تشغل هذا المكان في الوقت ذاته أو في وقت لاحق. من الأمثلة الإضافية نذكر نقار الخشب أو الطيور الأخرى التي تصنع ثقوبًا في الأشجار لتجعل منها أعشاشًا. إذ يمكن استخدام هذه الثقوب من قبل أنواع أخرى من الطيور أو الثدييات بعد أن تخرج منها الطيور التي صنعتها.

### المهندس الذاتي
يعدل المهندسون الذاتيون البيئة المحيطة من خلال التعديل في أنفسهم. تُعتبر الأشجار مثالًا جيدًا، إذ تنمو هذه الأشجار لتصبح جذوعها وفروعها مساكن طبيعية للكائنات الحية الأخرى، التي تشمل السناجب والطيور والحشرات وغيرها. في البيئات الاستوائية، تربط نبتات الليانا المتسلقة بين الأشجار، ما يسمح للعديد من الحيوانات بالتحرك بحرية مقتصرين على استخدام قبة الغابة دون النزول إلى الأرض.

## الأهمية
إن القدرة على التعرف إلى مهندسي النظام البيئي في بيئة ما قد تكون مهمة عند النظر إلى التأثير الذي قد تصنعه هذه الكائنات على الأفراد الآخرين في البيئة ذاتها، خصوصًا في مجال توافر الموارد.
رُبط وجود بعض مهندسي النظام البيئي بتنوع أكبر في الأصناف الحية على مستوى البيئة. من خلال التعديل على بيئتها، تشكل الكائنات الحية مثل القنادس تنوعًا أكبر في المسكن الطبيعي، وبالتالي يمكن أن يدعم هذا المسكن كائنات لا يمكن مشاهدتها خارجه.
يُعتقد أن هذه الأنواع الحية تشبه الكائنات الأخرى التي يطلق عليها «أنواع المظلة» في أن الحفاظ على مهندس النظام البيئي يمكّن من حماية التنوع الحيوي العام في المنطقة المحيطة. ظهر أن القنادس قادرة على الحفاظ على المواطن الطبيعية بشكل يحمي مساكن بعض الحيوانات مثل فراشة سانت فرانسيس المهددة بالانقراض بالإضافة إلى زيادة تنوع النباتات.
يمكن أن يتأثر التنوع الحيوي أيضًا بقدرة مهندس النظام البيئي على زيادة تعقيد العمليات والتفاعلات ضمن النظام البيئي، ما يتيح المجال أمام المزيد من الغنى والتنوع الحيوي في البيئات المحية. على سبيل المثال، تملك القنادس القدرة على تعديل الغابات المحاذية للأنهار وزيادة مساحة المساكن الرطبة، ما تنتج عنه زيادة في عدد الأصناف الحية التي يمكن أن تستوعبها هذه المناطق. تحتوي مساكن الشعاب المرجانية، التي يشكلها مهندس النظام البيئي المتمثل بالشعاب المرجانية، على أكبر نسب من التنوع الحيوي للأحياء المائية في العالم.

## الكائنات الحية المستقدمة كمهندسنظام بيئي
يمكن أن تنتقل الكائنات الحية عبر جميع أنحاء العالم عن طريق البشر أو الوسائل المصنوعة من قبل البشر بشكل غير محدود للحصول على مهندسي نظام بيئي أجانب قادرين على تغيير آلية التفاعل بين الأنواع الحية، بل وإمكانية حدوث «الهندسة» في مناطق لم تكن لتحدث فيها لولا تواسط الإنسان.
الأنواع المستقدمة، التي قد تكون أنواعًا مجتاحة، هي غالبًا مهندسة نظام بيئي. أدى الكشت الياباني، وهو نبات بقلي استُقدم إلى جنوب شرق الولايات المتحدة الأمريكية، إلى تغيير توزع وعدد الأنواع الحيوانية والطيور في المناطق التي تجتاحها، وهي أيضًا تزاحم الأنواع النباتية الأصلية. تُعتبر صدفة حمار الوحش مهندس نظام بيئي في أمريكا الشمالية. فمن خلال توفير مأوى من المفترسين، تشجع هذه الرخويات على نمو وتكاثر لافقاريات الماء العذب من خلال زيادة المساكن المصغرة. تؤدي زيادة اختراق الضوء للبحيرات الموبوءة إلى تحسين النظام البيئي، ما ينتج عنه زيادة في الطحالب. على النقيض من الفوائد التي يقدمها بعض مهندسي النظام البيئي، يمكن للأنواع المجتاحة أن تحدث تأثيرًا معاكسًا.

## الإنسان كمهندس للنظام البيئي
يُعتقد أن الإنسان واحد من أكثر مهندسي النظام البيئي تأثيرًا، فقد كان بناء الموطن المناسب ظاهرة واضحة منذ الأيام الأولى للنشاط البشري. تمكن البشر من تغيير الطريقة التي يتعاملون بها مع البيئة من خلال التطوير المدني والنشاط الزراعي وقطع الأشجار وصناعة السدود والعمل في المناجم. هذا التفاعل مدروس بشكل موسع في مجال علم البيئة البشري.
نتيجة تعقيد الكثير من المجتمعات والأنظمة البيئية، تكون مشاريع إعادة بناء الموطن الطبيعي صعبة في معظمها. اقتُرحت إضافة مهندس النظام البيئي كوسيلة لإعادة منطقة ما إلى حالتها السابقة. في حين تكون العناصر الطبيعية هي الحل الأمثل، بوجود المستوى الحالي من التطور، قد يكون التدخل البشري أمرًا ضروريًا. بالإضافة إلى القدرة على المساعدة في عملية ترميم النظام البيئي، قد يكون لمهندس النظام البيئي دور في تدبير مشكلة الأنواع المجتاحة.
هناك مجالات جديدة يجري تطويرها للتركيز على إعادة هذه الأنظمة البيئية التي خُرّبت أو دُمّرت نتيجة النشاطات البشرية، بالإضافة إلى تطوير الأنظمة البيئية المنسجمة مع كل من القيم البشرية والبيئية.

## أمثلة

### البيئات البرية
بالإضافة إلى المثال السابق للقندس الذي يعمل كمهندس للنظام البيئي، هناك عدد من الحيوانات البرية التي تقوم بفعل مشابه. قد يكون هذا الأمر من خلال العادات الغذائية أو أنماط الهجرة أو السلوكيات الأخرى التي تنتج عنها تغيرات دائمة.
تقترح الأبحاث تصنيف الرئيسيات كمهندسة للنظام البيئي نتيجة استراتيجيات التغذية الخاصة بها -كونها آكلة فواكه وآكلة عشب- ما يجعلها تتصرف كموزعة للبذور. بشكل عام، تُعتبر الرئيسيات منتشرة بشكل كبير، وهي تتغذى على كمية كبيرة من الفواكه التي تنشرها لاحقًا ضمن منطقتها. تُعتبر الفيلة أيضًا كائنات معدلة للنظام البيئي كونها تسبب تغيرات كبيرة في بيئتها، إن كان ذلك من خلال سلوك التغذية أو الحفر أو الهجرة.
لا يقتصر دور مهندس النظام البيئي على الحيوانات؛ إذ تستطيع الفطور ربط المناطق البعيدة عن بعضها البعض ونقل الأغذية فيما بينها. من خلال ذلك، تفتح مجال تغذية للكائنات اللافقارية المتغذية على الخشب وتمد الأشجار بالنيتروجين المنقول من الحيوانات التي افتُرست في السابق أو حتى يمكن أن تشكل «أنابيب تحت الأرض» لتوزيع الكربون بين الأشجار. تُعتبر هذه الفطور مهندسة تتحكم بدورة انتشار العناصر الغذائي ضمن النظام البيئي.
تُعتبر كلاب المروج شكلًا بريًا آخر للمهندس الخيفي للنظام البيئي، نظرًا إلى قدرة هذه الكائنات على إجراء تعديلات كبيرة على النظام البيئي من خلال الحفر وتقليب التربة. وهي تتمكن أيضًا من التأثير على التربة والحياة النباتية للمنطقة في الوقت الذي تنشئ فيه أنفاقًا لمفصليات الأرجل والطيور والزواحف والثدييات الصغيرة الأخرى.
يؤدي هذا إلى تأثير إيجابي على تنوع الأنواع الحية ضمن المسكن، لهذا السبب تُصنّف حيوانات كلب المروج «كأنواع رئيسية».